# Müjde Yüksel
Müjde Yüksel (Kadıköy, 9 marzo 1981) è un'ex cestista turca.

## Carriera
Con la Turchia ha disputato i Campionati europei del 2005.